# L'Orchestra di Augusto Martelli dal vivo
L'orchestra di Augusto Martelli dal vivo è un album dal vivo della formazione italiana "L'orchestra di Augusto Martelli", pubblicato nel 1969.

## Descrizione
L'album venne registrato in occasione dei concerti tenuti da Augusto Martelli con la sua orchestra durante un tour estivo in diverse località balneari italiane nell'estate 1969. La formazione era costituita da apprezzati session men, che militavano abitualmente negli studi di registrazione milanesi. 
L'album venne pubblicato dalla casa discografica PDU in formato LP con numero di catalogo PLD A 5008.

## Tracce

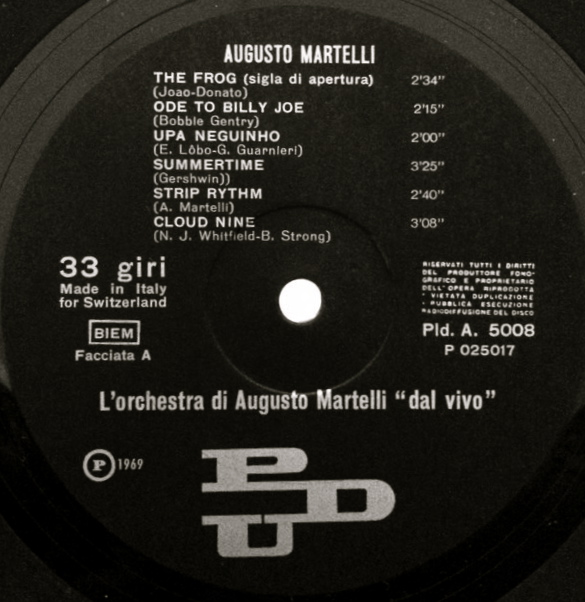
(Label)

1. The Frog – 2:34
2. Ode To Billy Joe – 2:15
3. Upa Neguinho – 2:00
4. Summertime – 3:25
5. Strip Rhythm – 2:40
6. Cloud Nine – 3:08
7. Sweet Georgia Brown – 2:30
8. Nem Ven Que Nao Tem – 2:37
9. Sweet Soul – 2:45
10. Tender Loving Care – 2:35
11. Le Donne – 3:05
12. The Frog – 2:32

Durata totale: 32:06

## Formazione
- Augusto Martelli - voce, pianoforte
- Gianni Cazzola - batteria
- Pino Presti - basso, voce
- Bruno De Filippi - chitarra elettrica
- Fredy Mancini - organo
- Giuliano Bernicchi - tromba
- Angelo Faglia - tromba, trombone
- Gianni Caranti - trombone
- Nando Nebuloni - sassofono tenore, sassofono baritono, flauto
- Sergio Rigon - sassofono baritono
- Gianni Bedori - sassofono tenore, clarinetto

Non appaiono nei crediti del disco, ma erano presenti nel tour: 
- Thim, Ada Mori: voce